# Bílý Kámen
Bílý Kámen – miejscowość i gmina (obec) w Czechach, w kraju Wysoczyna, w powiecie Igława. W 2022 roku liczyła 292 mieszkańców.